# Margareth Clémenti
Pour les articles homonymes, voir Clémenti.
Margareth Clementi, née Margareth Le Van en 1948, est une comédienne française.

## Biographie
Elle debute au cinéma à l'âge de 15 ans dans Une femme mariée de Jean-Luc Godard, puis apparait notamment chez Pasolini, Fellini et Werner Schroeter.
Elle a été mariée avec Pierre Clémenti, avec qui elle a un fils, Balthazar Clémenti, lui aussi comédien.

## Filmographie
sous le nom de Le Van
- 1964 :  Une femme mariée de Jean-Luc Godard
- 1974 : L'Invention de Morel d'Emidio Greco

sous le nom de Clémenti
- 1968 : Visa de censure de Pierre Clémenti
- 1969 : Le Lit de la Vierge de Philippe Garrel
- 1969 :  Je, tu, elles… de Peter Foldes
- 1969 : Le Lit de la Vierge de Philippe Garrel
- 1969 : Médée de Pier Paolo Pasolini
- 1974 :  Les Mille et Une Nuits  de Pier Paolo Pasolini
- 1976 : Le Casanova de Fellini de Federico Fellini
- 1976 :  Le Berceau de cristal de Philippe Garrel
- 1978 : Le Règne de Naples de Werner Schroeter
- 1980 : Le Voyage blanc (Weisse Reise) de Werner Schroeter